# Sielsowiet aleksiejewski (rejon głuszkowski)
Sielsowiet aleksiejewski (ros. Алексеевский сельсовет) – jednostka administracyjna (osiedle wiejskie) wchodząca w skład rejonu głuszkowskiego w оbwodzie kurskim w Rosji.
Centrum administracyjnym sielsowietu jest wieś (ros. село, trb. sieło) Aleksiejewka.

## Geografia
Powierzchnia sielsowietu wynosi 25,20 km².

## Historia
Status i granice sielsowietu zostały określone ustawami z 2004 i z 2010 roku.

## Demografia
W 2017 roku sielsowiet zamieszkiwało 417 mieszkańców.

## Miejscowości
W skład sielsowietu wchodzi tylko wieś Aleksiejewka.